# 手紙 (岩崎宏美の曲)
「手紙」（てがみ）は、2004年9月23日にリリースされた岩崎宏美の59枚目のシングル。

## 解説
- 12cmCD（マキシシングル）としてリリースされた。
- 岩崎のデビュー30周年記念シングル第1弾として、岡本真夜が提供した作品。また、岡本によるセルフカバーがミニアルバム『Wonderful Colors』に収録されている。
- カップリングの「同じ空の下で」はNHKの釣り番組『にっぽん釣りの旅』のテーマソングに起用された。また、「乙女座 宮」は山口百恵のカバーである。
- 2005年5月25日に、このシングルと次作シングル「ただ・愛のためにだけ」の表題曲のビデオクリップを収録したDVDがリリースされた。

## 収録曲
1. 手紙
作詞・作曲：岡本真夜／編曲：青柳誠
2. 同じ空の下で
作詞・作曲・編曲：古川昌義
3. 乙女座 宮
作詞：阿木燿子／作曲：宇崎竜童／編曲：古川昌義
4. 手紙（オリジナル・カラオケ）
5. 同じ空の下（オリジナル・カラオケ）
6. 乙女座 宮（オリジナル・カラオケ）